# Jelovec (Sodražica, Slovenija)
Jelovec je naselje u slovenskoj Općini Sodražici. Jelovec se nalazi u pokrajini Dolenjskoj i statističkoj regiji Jugoistočnoj Sloveniji. 

## Stanovništvo
Prema popisu stanovništva iz 2002. godine naselje je imalo 47 stanovnika.